# RQ-14 Dragon Eye
RQ-14 Dragon Eye — американский малый разведывательный БПЛА.

## Описание
«Глаз Дракона» длиной около одного метра снабжён видео- и инфракрасными камерами. Радиус действия составляет около 4,5 км, может удаляться от места старта на расстояние до 7 км, подниматься в высоту на 1000 м, находиться в воздухе около часа и двигаться со скоростью 70 км/ч. Предусмотрены как варианты автопилота, так и управления с помощью оператора, управляется с ноутбука.

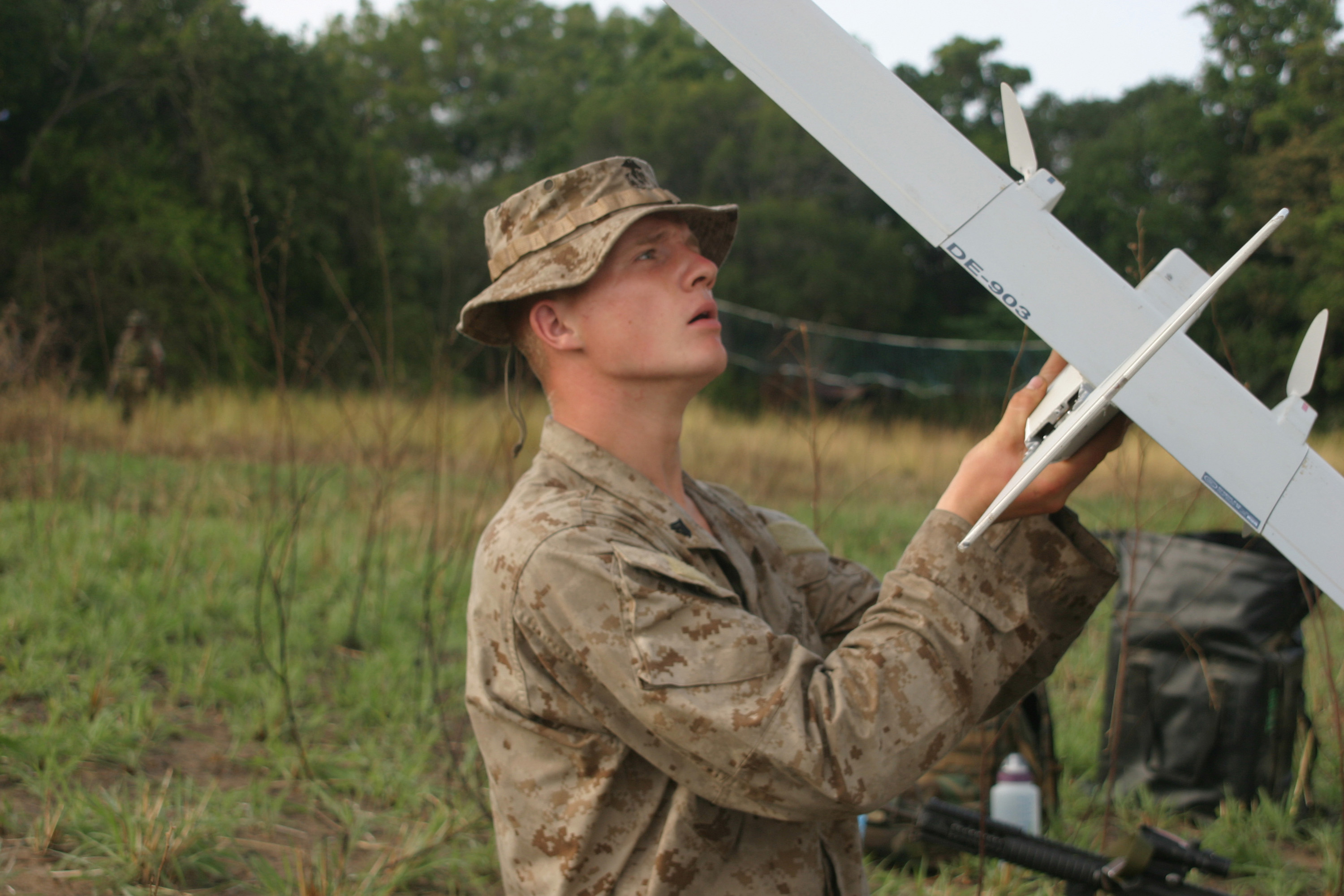

## ЛТХ
- Размах крыла, м 1.1
- Длина, м 0,9 м
- Масса, кг 2,3
- Крейсерская скорость, км/ч 35
- Практическая дальность, км 10
- Продолжительность полета, ч.мин 1.00
- Практический потолок, м 300

## Боевое применение
Дрон выполнял боевые вылеты в Ираке и Афганистане.